# Торліно-Вімеркаті
Торліно-Вімеркаті (італ. Torlino Vimercati) — муніципалітет в Італії, у регіоні Ломбардія,  провінція Кремона.
Торліно-Вімеркаті розташоване на відстані близько 460 км на північний захід від Рима, 33 км на схід від Мілана, 50 км на північний захід від Кремони.
Населення — 472 особи (2014).
Щорічний фестиваль відбувається 7 квітня. Покровитель — Sant'Ambrogio.

## Демографія
Населення за роками:

Станом на 1 січня 2023 року в муніципалітеті офіційно проживали 62 іноземці з 13 країн, серед них 27 громадян країн Євросоюзу.

## Сусідні муніципалітети
- Аньяделло
- Капральба
- Палаццо-Піньяно
- П'єраніка
- Куїнтано
- Трескоре-Кремаско
- Вайлате